# Vila Silva
Vila Silva se nachází v lázeňské části Karlových Varů ve čtvrti Westend v ulici Petra Velikého 974/18. Vilu si postavil stavební inženýr Gustav Müller v roce 1895.

## Historie

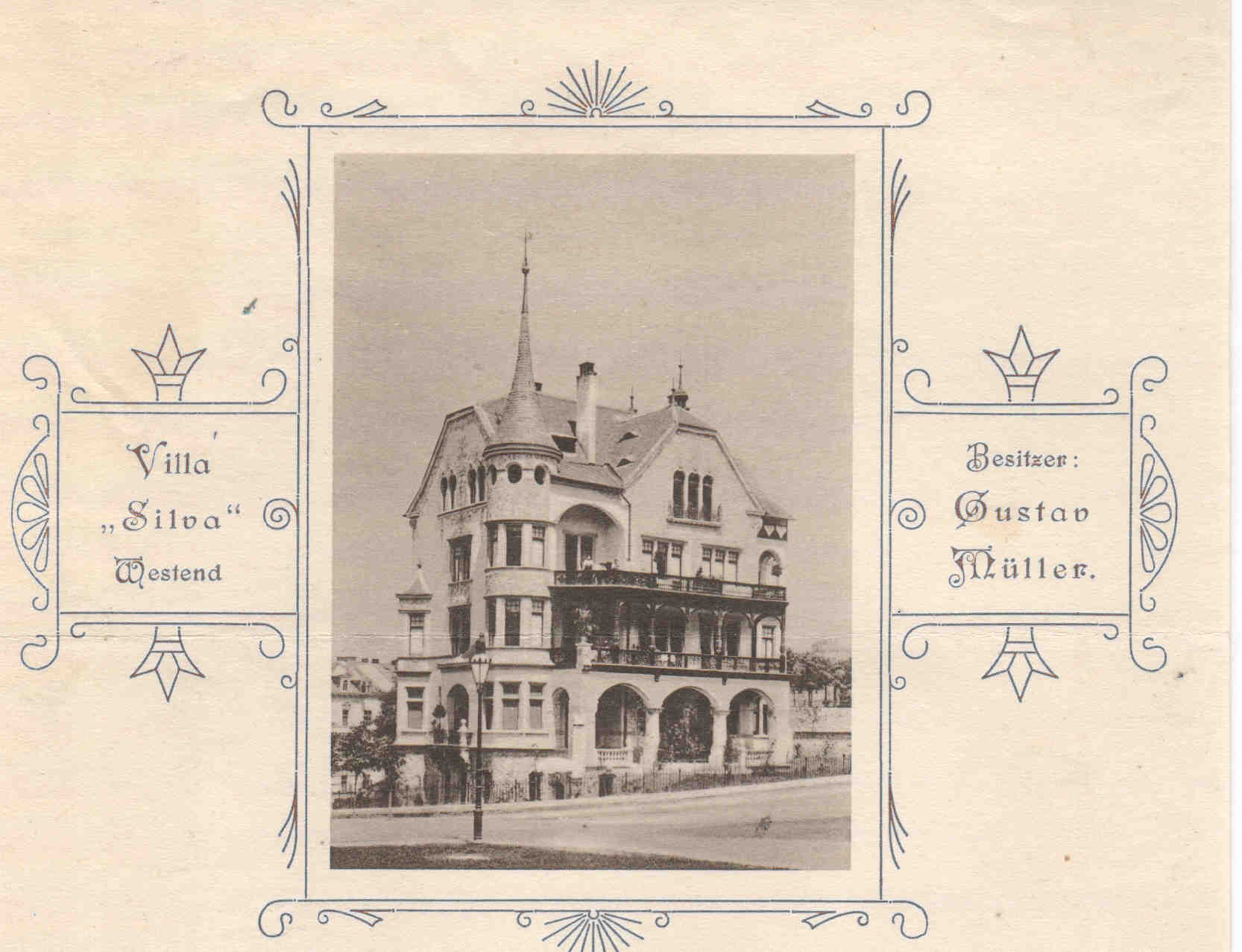
Vila Silva v roce 1898

Dne 24. srpna 1893 zakoupil stavební inženýr Gustav Müller za 32 tisíc zlatých v prestižní městské části Westend parcelu pro stavbu vily. Projekt vypracovali dva drážďanští architekti Rudolf Schilling a Julius Gräbner v lednu 1894, v únoru téhož roku si projekt pak Gustav Müller upravil. Následujícího roku 1895, podle jiného zdroje 1896, byla vila v ulici Westendstrasse (dnes Petra Velikého) postavena.
V roce 1913 byly na severní straně vily vedle nárožního rizalitu přistavěny koupelny prvého a druhého patra. Přístavbu realizoval stavitel Heinrich Johann Vieth. Roku 1925 byly firmou Kubíček & Baier do prostorů vedle schodiště vestavěny nové koupelny.
Vila patřila ještě v roce 1924 Gustavu Müllerovi a v roce 1925 pak doktoru Robertu Müllerovi. V roce 1930 byli u vily Silva registrováni tři spolumajitelé – Karoline Baier a dr. Robert a Leopoldine Müllerovi. Roku 1939 vilu vlastnili dr. Robert Müller, Ing. Karl Baier, Gustav, Dora, Leopoldine a Andrea Christine Baierovi.
Po druhé světové válce byla vila znárodněna. Své jméno Silva si zachovala. Jejím prvním národním správcem byl Alois Hošek. Nabízel k pronájmu 34 pokojů s balkony a apartmány s ústředním topením, zdviží a teplou a studenou vodou. V roce 1952 vila přešla pod lázeňské ředitelství a od roku 1957 byla majetkem Československých státních lázní. Počátkem sedmdesátých let 20. století byl v Karlových Varech otevřen ruský konzulát. Lázně pro tento účel poskytly vilu Silva.
Dříve byla budova využita jako generální konzulát RF, v současnosti (srpen 2025) je vila evidována jako nemovitost pro diplomatické využití v majetku České republiky.

## Popis
Vila se nachází ve čtvrti Westend v ulici Petra Velikého 18, č. p. 974. Jedná se o asymetricky řešený dvoupatrový objekt s podkrovím stojící na nepravidelném půdorysu. Vstupní průčelí s arkádami v přízemí a lodžiemi s dřevěnou konstrukcí v patře je orientováno do ulice Petra Velikého. Na jihozápadním nároží je válcová věž zakončena kuželovou střechou. Stavbu dále zdobí četné rizality, balkony a věžice.
Na severovýchodním nároží je do čtverhranné věže situováno schodiště. V posledním patře je hrázděná konstrukce s motivem sluncí. V interiéru jsou zachovány cenné artefakty a umělecké řemeslné výrobky – např. štukové dekorace stěn a stropů, dřevěné obklady, unikátní kličky na původních oknech se secesními vitrážemi. Za zmínku stojí, že právě v této vile se v Karlových Varech poprvé objevily větší secesní dekorace.